# Саша Радоњић
Саша Радоњић (Травник, 19. мај 1964) српски је писац, музичар и професор књижевности.

## Биографија
Гимназију је завршио у Прњавору, БиХ. Дипломирао је на Филозофском факултету у Новом Саду, одсек Југословенске књижевности и општа књижевност.

## Каријера
Био је главни уредник књижевног листа ТО ЈЕСТ у периоду 1987-1988 године, уредник поезије у часопису ПОЉА у периоду 1988-1992 године, уредник књижевних програма у Културном центру Новог Сада у периоду 1987-1989 године, главни уредник и уредник у Издавачко књижарском центру Соларис у периоду 1994-2014 године.
Оснивач је и сувласник издавачке куће и књижаре СОЛАРИС из Новог Сада.

## Књижевни и музички рад
Заступљен је у бројним антологијама и панорамама српске прозе и поезије. Написао је и објавио више од 100 књижевно-критичких и есејистичких текстова у стручној периодици и дневним листовима. Аутор је сценарија за играни ТВ филм снимљен по мотивима романа Приручник за пауна, а у копродукцији ТВ НОВИ САД и КОМУНЕ (1997). Урадио је драмске адаптације за Три украдена романа и Клуб љубитеља Смене 8, који се налазе на репертоарима Народног позоришта Кикинда и Шабачког позоришта те монодраму Чај са кублај-каном у продукцији УПАЛИМО РЕФЛЕКТОРЕ.
Формирао је групу Solaris Blues Band 2005. године, са којом је снимио 6 албума и двадесетак спотова. Као кантаутор је објавио 3 албума - Месечева адреса 2016., Маховина и микрофонија 2018. и Кантауторски декамерон 2020. године.
Његова поезија и проза су превођене на француски, немачки, македонски, енглески и мађарски језик.

## Награде
Добитник је Награде „Печат вароши сремскокарловачке”, за песничку Лица, наличја, 1987.
Установио је Награду „Струне од светла” за посебан допринос афирмацији песничке речи у рок и блуз музици коју додељује од 2015. године из личне фондације.